# 14502 Morden
14502 Morden eller 1995 WB22 är en asteroid i huvudbältet som upptäcktes den 17 november 1995 av Spacewatch vid Kitt Peak-observatoriet. Den är uppkallad efter den kanadensiske historikern James C. Morden.
Asteroiden har en diameter på ungefär 2 kilometer.